# VEB Metalldrücker Halle
Der Volkseigene Betrieb Metalldrücker Halle wurde in den 1950er-Jahren als Produktionsgenossenschaft (PGH) des Gürtler- und Metalldrückerhandwerks Halle gegründet und Mitte der 1960er-Jahre in einen Volkseigenen Betrieb umgewandelt und umbenannt. Zuletzt war der Betrieb Teil des VEB Kombinat Elektrowaren Halle. Nach der Wende wurde der VEB privatisiert und firmierte bis zu seiner Liquidation im Jahr 2009 unter Hallesche Metalldrücker und Leuchten GmbH. Das Unternehmen produzierte Wohnraumleuchten aus Leichtmetall.

## Geschichte
Die Produktionsgenossenschaft des Gürtler- und Metalldrückerhandwerks Halle stellte zunächst bis Anfang der 1960er Jahre Heizstrahler her. Nachdem die Herstellung von Heizstrahlern wegen energetischer Ineffizienz eingestellt worden war, wurde die Produktion umgestellt auf Wohnraumleuchten aus Leichtmetall und die Produktionsgenossenschaft in einen Volkseigenen Betrieb umgewandelt. Angeblich seien noch vorhandene Heizstrahler zu Leuchten umgebaut worden, indem die Glühwendel durch Glühbirnen ersetzt worden sein sollen. Der VEB Metalldrücker Halle entwickelte sich später in der DDR zum führenden Hersteller von Leuchten und mit jährlichen Exporten von rund einer Million Stück zu Europas größtem Exporteur für Wohnraumleuchten aus Leichtmetall. Durch die Kombination gleicher Bauteile erlangte der VEB eine große Vielfalt unterschiedlicher Leuchten-Modelle. Chefdesigner war Gerd-Heinz Laitko, der zusammen mit dem Designer Wolfgang Dyroff und der nah gelegenen Hochschule für industrielle Formgestaltung die Entwürfe realisierte.
Auflagenstärkstes Modell war die von Wolfgang Dyroff designte und 1964 auf den Markt gebrachte Pendelleuchte P 605. Die verschiedenen Leuchtenmodelle wurden anlässlich der Leipziger Messe durch das Amt für Industrielle Formgestaltung mehrfach für „hervorragend gestaltete Serienerzeugnisse“  mit dem Preis GUTES DESIGN ausgezeichnet.
Der VEB produzierte mit 13 weiteren Kooperationsbetrieben unter anderem für den schwedischen Möbelkonzern IKEA, nachdem dessen Einkäufer auf der Leipziger Messe das Unternehmen und seine Produkte entdeckten. IKEA beauftragte nicht die Produktion eigener Designs, sondern übernahm die Werksentwürfe der halleschen Designer. Ab 1974 und bis zur Einstellung der Produktion im Jahr 2003 fanden sich Leuchten von Metalldrücker Halle im Sortiment von IKEA in Deutschland. Fast sämtliche Metall-Hängeleuchten bei IKEA stammten aus dem VEB Metalldrücker Halle bzw. dessen privatisierten Nachfolger nach 1990 und er war gleichzeitig einziger deutscher Leuchtenzulieferer für IKEA. Das Unternehmen entwickelte und produzierte im Laufe seines Bestehens mehrere hundert verschiedene Modelle in hohen Stückzahlen.
Im Jahr 2003 wurde die Produktion aufgrund gewachsenen Kostendrucks eingestellt und das Unternehmen 2009 liquidiert.

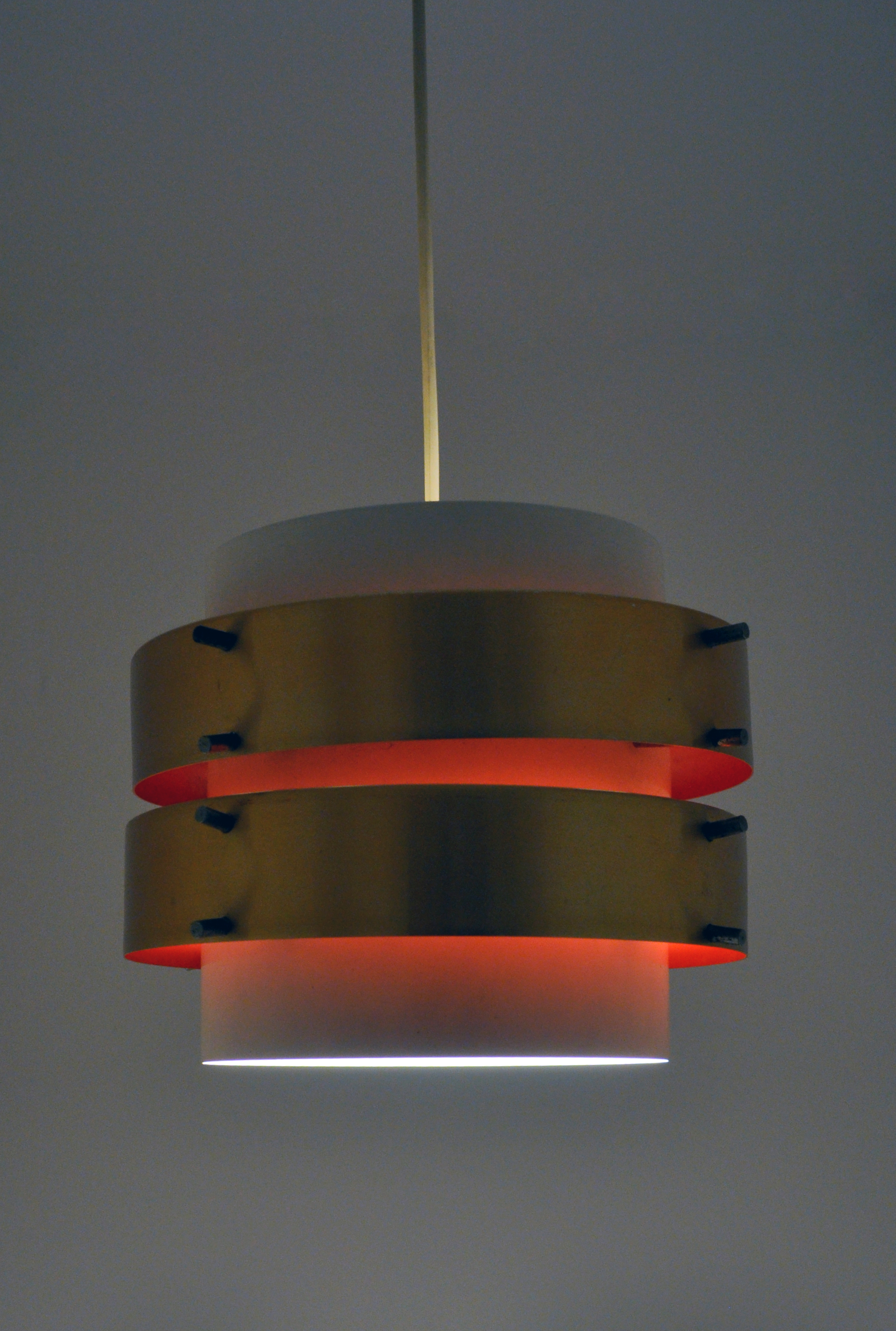
Pendelleuchte, Typ unbekannt
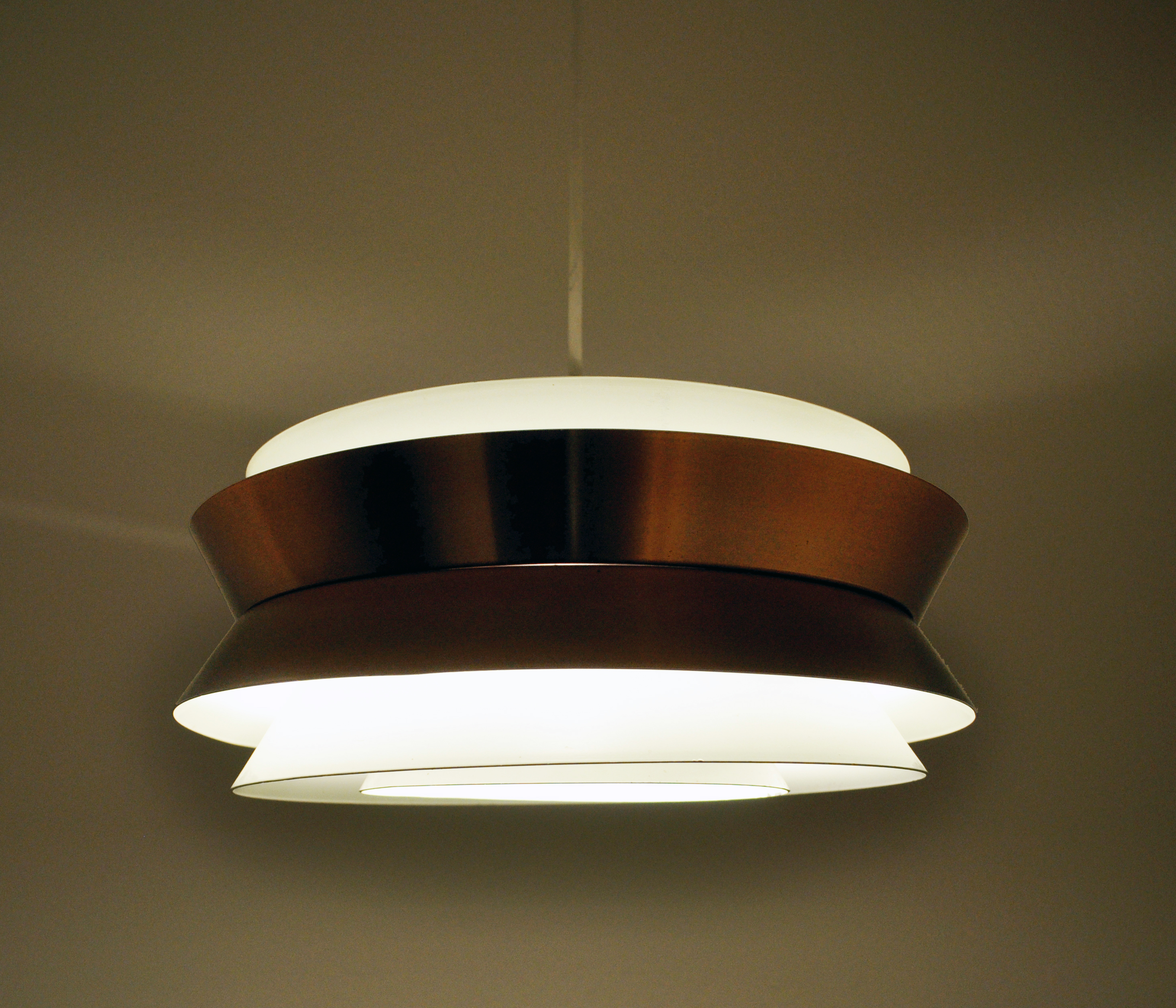
Pendelleuchte Typ P 613
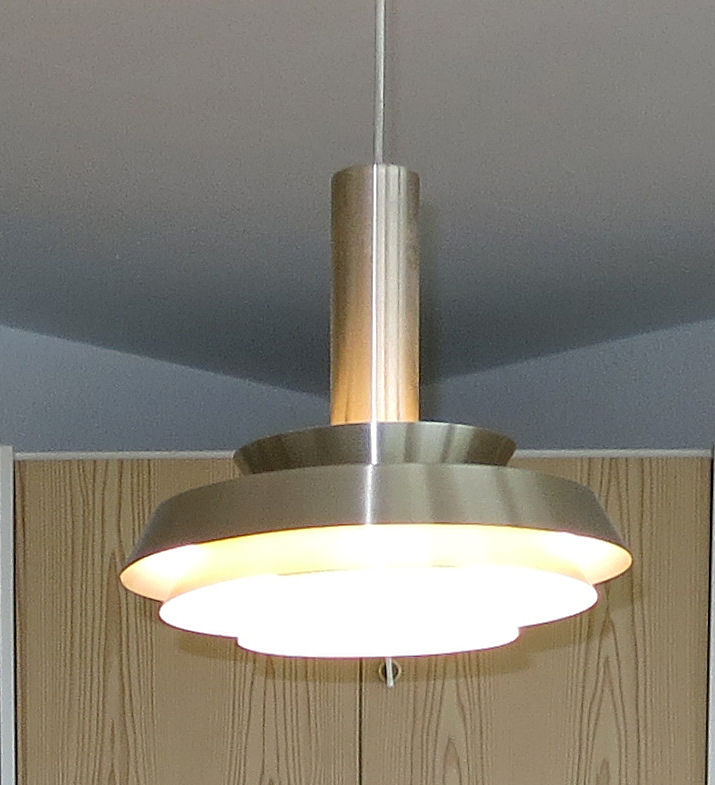
Pendelleuchte Typ P 612

## Beschäftigungen von Häftlingen
Der VEB Metalldrücker Halle beschäftigte ab Anfang der 1970er Jahre Häftlinge aus verschiedenen Strafvollzugsanstalten. Im Jahr 1974 beispielsweise sogenannte Außenarbeitskommandos des Jugendhauses Halle, der größten Jugendstrafanstalt der DDR. Etwa 260 jugendliche Häftlinge fertigten beispielsweise im Oktober 1974 Wohnraumleuchten unter anderem für Bomann in Kempen sowie für verschiedene westdeutsche Versandhäuser. Mitglieder der Internationalen Gesellschaft für Menschenrechte protestierten 1982 bei IKEA gegen die Ausbeutung von DDR Häftlingen. Im Jahr 1982 erfolgten zwei Brandanschläge auf eine Niederlassung und die deutsche Zentrale von IKEA, die samt des angrenzenden Einrichtungshauses zerstört wurde. In der TAZ gab es dazu einen Leserbrief in dem eine Gruppe namens Daisy Duck IKEA die Ausbeutung von Häftlingen in der DDR vorwarf. Im Jahr 1983 sicherten verschiedene VEB zu, dass keine Häftlinge bei der Produktion für IKEA eingesetzt würden. IKEA forderte Betriebsbesichtigungen, die meist verhindert wurden. Der Gründer von IKEA Ingvar Kamprad ließ, laut eigenen Aussagen, auch im VEB Metalldrücker Halle 1989 die Produktion für IKEA beenden, als einer seiner Kontrolleure dort auf Häftlingsarbeiter gestoßen sei.

## TV
- Leuchten, Lampen und Reklame. Halles Weg zum Licht MDR Fernsehen 18. Februar 2025